# Enduro

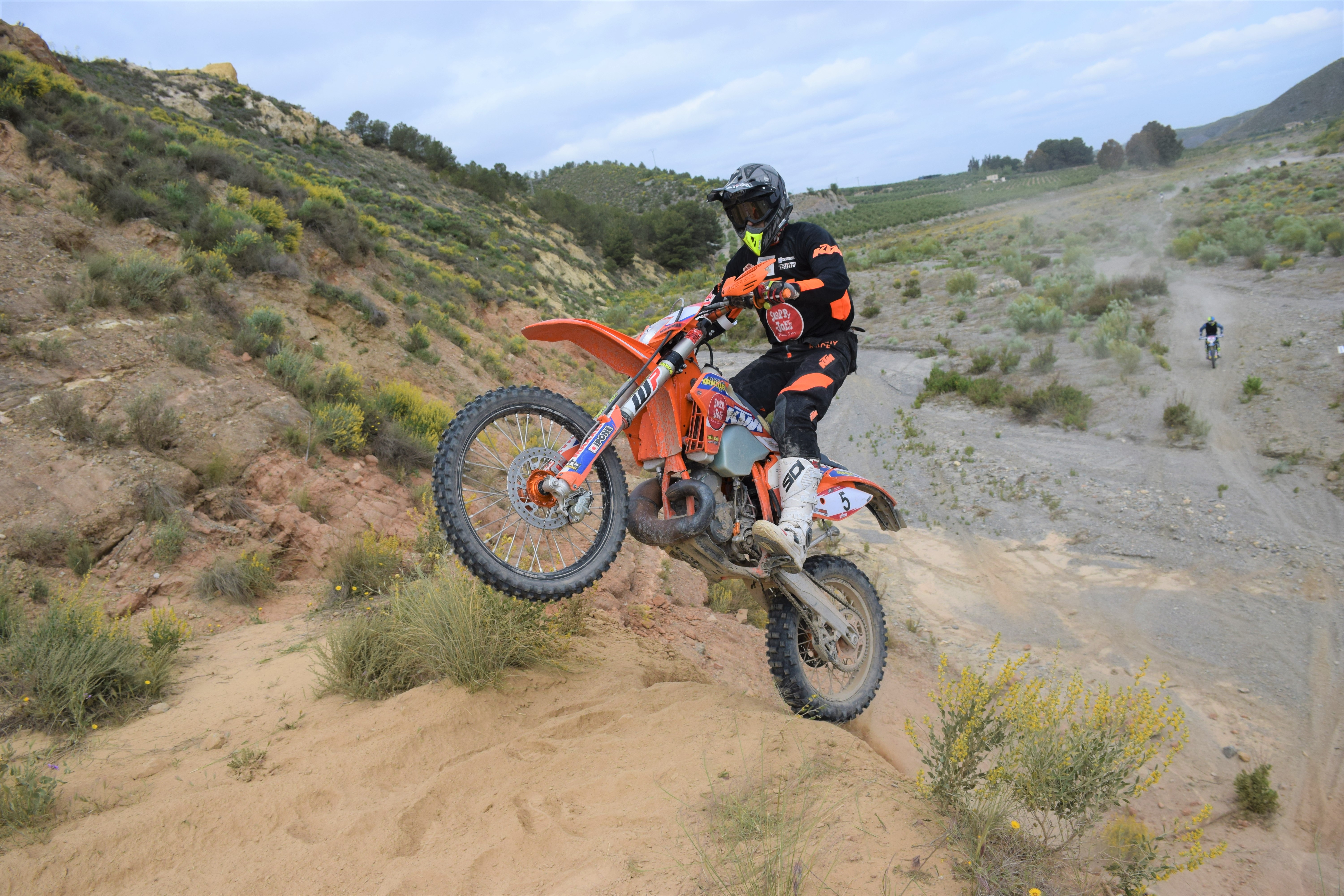

El enduro es una modalidad deportiva del motociclismo que se practica en campo abierto y también cubierto. También existe la modalidad de enduro en bicicleta. Se trata de una carrera tipo rally, en la cual se realizan recorridos por rutas (o etapas) establecidas por la organización en tiempos prefijados. Entre las etapas se pueden encontrar pruebas cortas cronometradas que requieren habilidad, destreza y velocidad sobre la moto.
El término inglés enduro proviene del francés antiguo endurer (durar, resistir). El ganador de una carrera de enduro será el piloto que cumpla con los tiempos de etapas establecidos por la organización y que realice las mejores pruebas cronometradas en el menor tiempo posible. La velocidad promedio puede oscilar entre los 45 y los 55 km/h.

## La motocicleta de Enduro
Las motocicletas de enduro son parecidas a las motos de motocross, aunque con algunas diferencias significativas. En primer lugar, cuentan con suspensiones más blandas, pues no necesitan hacer saltos tan altos; a diferencia de las de motocross, las motos de enduro son vehículos matriculados y cumplen con las normas para circular por vías públicas, ya que muchos de los tramos de enlace están abiertos a la circulación; tienen depósitos de combustible de mayor capacidad; los motores trabajan a menos revoluciones y están algo menos comprimidos, dado que se necesita algo más de fiabilidad. Todo ello hace que sean por supuesto algo más pesadas, etc. Un ejemplo claro es el caso de Yamaha, con su clásica wr250f (enduro), y la yz250f (cross), aunque casi todas las marcas cuentan con ambos modelos.
Marcas reconocidas en esta disciplina en el mundo de la competencia actualmente son: Honda, KTM, Yamaha, Gas Gas, Kawasaki, Husaberg, Husqvarna, Beta, Aprilia, Sherco, etc.

## Categorías
Actualmente en el mundial de EnduroGP existen diferentes categorías de acuerdo a la cilindrada de la moto:
- - Enduro 1: hasta 250 cc 2T y 4T
  - Enduro 2: sup. a 250 cc hasta 450 cc 4T
  - Enduro 3: sup a 250 cc 2T y sup 450 cc 4T
  - EnduroGP: ranking SCRATCH basado en los mejores de cada categoría
  - Junior 1: hasta 250 cc 2T y 4T (edad límite 23 años)
  - Junior 2: sup 250 cc 2T y 4T (edad límite 23 años)
  - Youth 125: edad límite 21 años. Motos 125 cc 2T

El enduro es practicado por niños desde los 7 años, hasta adultos mayores de 60 años. La duración de la competencia depende de la categoría, pero generalmente son pruebas de más de 4 horas de competencia.
A nivel internacional, el máximo evento de enduro es el WEC (World Enduro Championship), ahora llamado EnduroGP, avalado por la FIM (Federación Internacional de Motociclismo, así como también el "International Six Days Enduro" (ISDE). Las olimpiadas del enduro se efectúan una vez al año en diferentes sedes de Europa o América, donde se dan cita exponentes de este deporte de todos los países.

## Seguridad
El piloto debe tener casco obligatoriamente, además de coderas, rodilleras, pantalones, botas protectoras, y pecheras que son opcionales. Pese a las protecciones reglamentarias, el enduro es un deporte de alto riesgo, debido a las velocidades que alcanzan las motocicletas y en algunos casos la lejanía de los sitios poblados. Además, permite la convivencia familiar y también otorga a los pilotos la posibilidad de disfrutar de paisajes durante los recorridos por lugares que no son del todo accesibles más que en dos ruedas, siempre respetando la montaña y a las personas que por ella transitan.

## Carreras

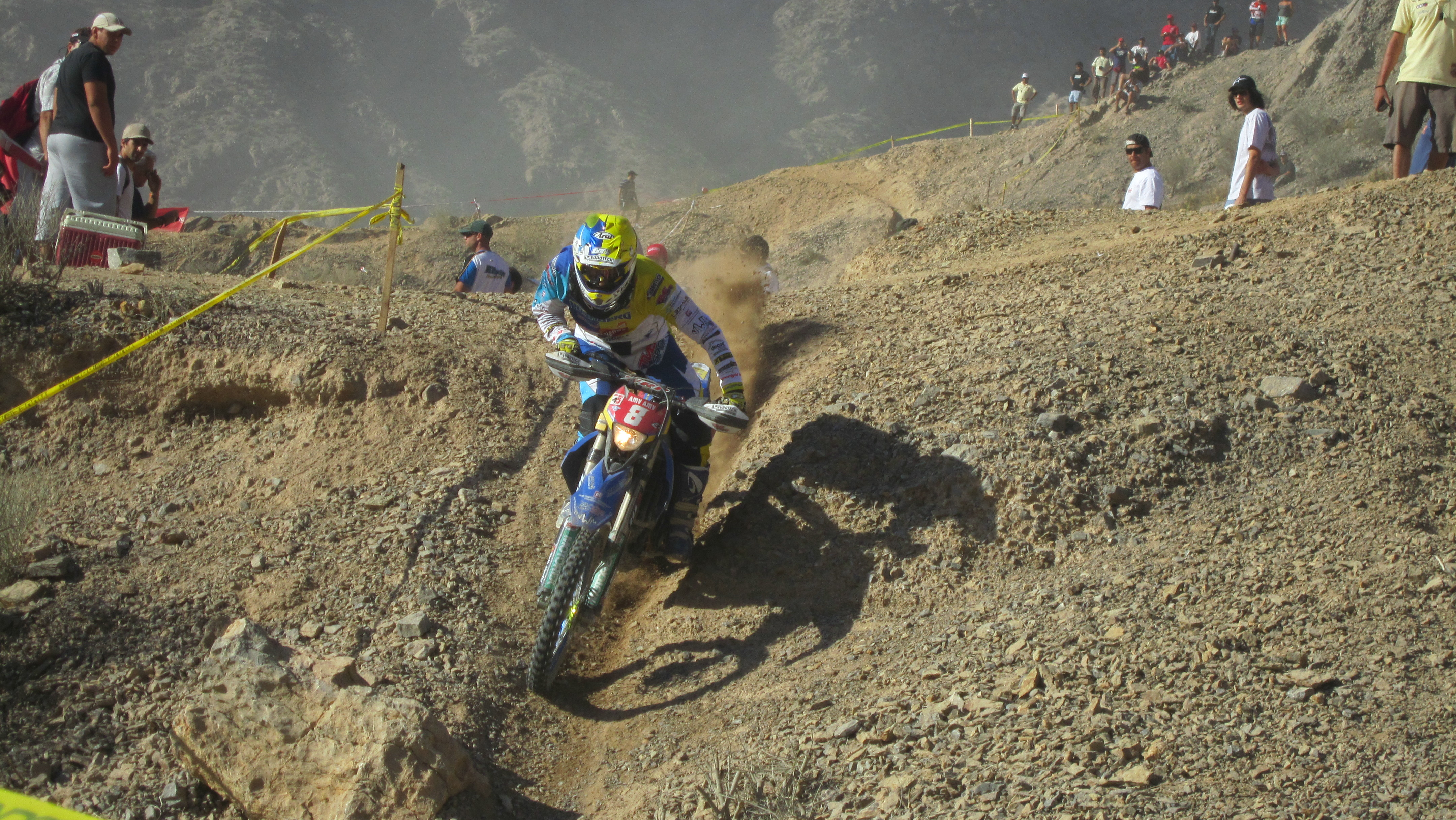
Hans Vogels durante el Campeonato Mundial de Enduro 2012 en San Juan, Argentina

Cada vez empiezan a ser más populares las pruebas de enduro extremo, carreras de unos 100 km de duración que discurren por zonas de máxima dificultad, en algunos casos tildadas de "imposibles". Su creciente aceptación ha provocado la reciente creación del Campeonato del Mundo de Enduro Extremo (WXEC) que en su primera edición, en 2011, incluye las siguientes carreras:
- The Tough One
- Hell’s Gate
- Erzbergrodeo
- Red Bull Romaniacs
- The Roof of Africa

### Campeonato Mundial de Enduro
El Campeonato Mundial de Enduro (WEC, por sus siglas en inglés) inició en 1990, en sustitución del Campeonato Europeo de Enduro, que se había realizado desde 1968. El campeonato es avalado por la FIM y generalmente consiste en aproximadamente ocho o nueve Grandes Premios que se extienden en todo el mundo. Estos eventos se dividen en dos días (y en dos carreras diferentes), ambas son premiadas y otorgan el campeonato mundial. Cada ronda incluye una prueba de motocross y una "prueba extrema", además de la prueba de enduro.
En la temporada del año 2008, Mika Ahola de Honda ganó la clase Enduro 1, Johnny Aubert de Yamaha tomó la clase Enduro 2, y de KTM, Samuli Aro ganó su quinto título en la clase Enduro 3.

### El Internacional de Seis Días de Enduro
El Internacional de Seis Días de Enduro (ISDE, por sus siglas en inglés) es celebrado desde 1913, y es el evento más antiguo realizado off-road en el calendario de la FIM. El evento reúne a los mejores pilotos para representar a su equipo nacional, y es más conocido como la "Copa del Mundo de Enduro" o las "Olimpiadas de Motociclismo".

### Reglamento y material necesario
La Federación Internacional de Motociclismo reglamenta a nivel internacional las competencias de enduro, y los países que practican el deporte adaptan el reglamento a sus casos particulares en sus propias federaciones nacionales. La Unión Latinoamericana de Motociclismo es el organismo que organiza campeonatos en Latinoamérica de las diferentes modalidades.
Para practicar enduro se emplean motocicletas todoterreno, de cuatro y dos tiempos distintamente de la comodidad del piloto.

## Popularidad
La popularidad del enduro varía ampliamente por continente, país, región, e incluso por el tipo de evento. Algunos eventos populares están vagamente categorizados como "enduro", aunque en realidad pertenecen a una categoría de carreras off-road o fuera de circuito, y a este tipo de carreras se les conoces como carreras de "Rally" o "Rally Raid".

## Variaciones
Además de "Rally" y "Rally Raid", hay otras carreras off-road que son muy similares al enduro, pero varían ya que no son necesariamente eventos de cronometraje, además de que a menudo son sancionados por otros organismos en lugar de los organismos reguladores primarios de enduro. 
Un ejemplo en los EE. UU. es el Grand National Cross Country, que tiene un estilo más libre y se asemeja más al Erzberg Rodeo Austriaco en lugar del Enduro. En este caso los corredores recorren un circuito más corto de tal vez un par de kilómetros de largo que se repite durante varias vueltas.
Endurocross o enduro indoor es una variación de enduro llevada a cabo en espacios cerrados (interiores). Los corredores deben completar lo más rápido posible un circuito con obstáculos similares a los de enduro.

## Pilotos
- Xavi Galindo:

Xavier Galindo y Arbonés, más conocido como Xavi Galindo (Masalcorreig, Lérida, 29 de octubre de 1981) es un piloto profesional de enduro español, cuatro veces Campeón de España de enduro y dos de Cross Country. A lo largo de su carrera ha practicado también otras disciplinas, habiendo ganado cuatro Campeonatos de Cataluña de trial y cinco de motocross. 
- David Knight:

(Nacido el 31 de mayo de 1978) es un tres veces campeón del mundo de enduro piloto de la Isla de Man.
- Mika Ahola:

Mika Ahola (13/12/1974-15/01/2012) fue un finlandés de enduro motociclista y campeón del mundo en cinco ocasiones. También fue un siete veces ganador del International Six Days Enduro Trofeo (ISDE) con el Equipo Mundial de Finlandia, y fue el más rápido en general en la competición en 1999, 2001 y 2002.
Falleció el 16 de enero de 2012 a los 37 años de edad como consecuencia de una caída en moto de enduro.